# 만남 (1999년 드라마)
《만남》은 1999년 10월 18일부터 2000년 4월 8일까지 방영된 한국방송공사 2TV 아침드라마로, 아침드라마에서 보기 드물게 선이 굵은 시대극을 도입하여 화제가 됐으며, 50년대부터 80년대 중반까지 파란만장한 한국 현대사를 배경으로 묘한 인연의 사슬로 얽힌 두 가족의 이야기를 그린다.
하지만, 비정상적 출생 이야기를 다루었다는 지적이 있었으며 담당 연출자 김재현 PD는 그 이후 연출활동을 접었다.

## 등장 인물
- 박상민 : 현석주 역
- 이민영 : 성예원 역
- 선우은숙 : 유씨 역
- 이재룡 : 장연택 역
- 임채무 : 현대영 역
- 이상아 : 현현주 역
- 김윤경 : 현남주 역
- 윤소정 : 최보살 역
- 정동환 : 성문수 역
- 이미지 : 오씨 역
- 안정훈 : 성태원 역
- 안영주
- 박형선
- 조인표
- 한태희
- 강민석
- 이정윤